# Webster Auditorium
Le Webster Auditorium est un auditorium américain à Phoenix, dans le comté de Maricopa, en Arizona. Situé dans le jardin botanique du désert, ce bâtiment construit dans le style Pueblo Revival en 1939 est inscrit au Registre national des lieux historiques depuis le 14 juin 1990.